# Film in 1950
Dit artikel gaat over de film in het jaar 1950.

## Prijzen
23ste Academy Awards:
Beste Film: All About Eve
Beste Regisseur: Joseph L. Mankiewicz met All About Eve
Beste Acteur: José Ferrer in Cyrano de Bergerac
Beste Actrice: Judy Holliday in Born Yesterday
Beste Mannelijke Bijrol: George Sanders in All About Eve
Beste Vrouwelijke Bijrol: Josephine Hull in Harvey
8e Golden Globe Awards
Beste Film: Sunset Boulevard
Beste Regisseur: Billy Wilder – Sunset Boulevard
Drama:
Beste Acteur: José Ferrer – Cyrano de Bergerac
Beste Actrice: Gloria Swanson – Sunset Boulevard
Musical of Komedie:
Beste Acteur: Fred Astaire – Three Little Words
Beste Actrice: Judy Holliday – Born Yesterday
Gouden Leeuw (Filmfestival van Venetië):
Justice est faite, geregisseerd door André Cayatte, Frankrijk

## Lijst van films
- 711 Ocean Drive
- 8 Ball Bunny
- Abbott and Costello in the Foreign Legion
- Across the Badlands
- Adémaï au poteau-frontière
- The Admiral Was a Lady
- Akatsuki no dasso
- All a Bir-r-r-rd
- All About Eve
- American Guerrilla in the Philippines
- Anderssonskans Kalle
- Annie Get Your Gun
- Armored Car Robbery
- The Asphalt Jungle
- Assepoester (Engelse titel: Cinderella)
- At War with the Army
- Atom Man vs. Superman
- Au revoir M. Grock
- Aventurera
- Backfire
- The Baron of Arizona
- La Beauté du diable
- The Black Rose
- Born Yesterday
- Broken Arrow
- Un chant d'amour
- Le Château de verre
- Cheaper by the Dozen
- Crisis
- Cronaca di un amore
- Cyrano de Bergerac
- D.O.A.
- The Damned Don't Cry
- The Daughter of Rosie O'Grady
- Deported
- De dijk is dicht
- De dood van apotheker Dekkinga
- Les Enfants terribles
- Father of the Bride
- The File on Thelma Jordon
- The Flame and the Arrow
- Francis
- The Furies
- Gerald McBoing-Boing
- Gun Crazy
- The Gunfighter
- Harriet Craig
- Harvey
- I'll Get By
- In a Lonely Place
- The Jackpot
- Justice est faite
- Kees, de zoon van de stroper
- Key to the City
- King Solomon's Mines
- Kon-Tiki
- A Life of Her Own
- The Magnificent Yankee
- Maria Chapdelaine
- The Men
- The Miniver Story
- Mon ami Sainfoin
- Myrte en de demonen
- Mystery Street
- Night and the City
- No Sad Songs for Me
- No Way Out
- Los olvidados
- Panic in the Streets
- Radar Secret Service
- Rashomon
- Rendez-vous avec la chance
- Riding High
- Rio Grande
- Rocketship X-M
- Rogues of Sherwood Forest
- La Ronde
- La rue sans loi
- Spiegel van Holland
- Stage Fright
- Stromboli
- Sunset Boulevard
- La Taverna della libertà
- Three Came Home
- The Toast of New Orleans
- Wagon Master
- The West Point Story
- When Willie Comes Marching Home
- Where the Sidewalk Ends
- Winchester '73
- Young Man with a Horn

1870-1879 · 1880-1889 · 1890 · 1891 · 1892 · 1893 · 1894 · 1895 · 1896 · 1897 · 1898 · 1899 · 1900 · 1901 · 1902 · 1903 · 1904 · 1905 · 1906 · 1907 · 1908 · 1909 · 1910 · 1911 · 1912 · 1913 · 1914 · 1915 · 1916 · 1917 · 1918 · 1919 · 1920 · 1921 · 1922 · 1923 · 1924 · 1925 · 1926 · 1927 · 1928 · 1929 · 1930 · 1931 · 1932 · 1933 · 1934 · 1935 · 1936 · 1937 · 1938 · 1939 · 1940 · 1941 · 1942 · 1943 · 1944 · 1945 · 1946 · 1947 · 1948 · 1949 · 1950 · 1951 · 1952 · 1953 · 1954 · 1955 · 1956 · 1957 · 1958 · 1959 · 1960 · 1961 · 1962 · 1963 · 1964 · 1965 · 1966 · 1967 · 1968 · 1969 · 1970 · 1971 · 1972 · 1973 · 1974 · 1975 · 1976 · 1977 · 1978 · 1979 · 1980 · 1981 · 1982 · 1983 · 1984 · 1985 · 1986 · 1987 · 1988 · 1989 · 1990 · 1991 · 1992 · 1993 · 1994 · 1995 · 1996 · 1997 · 1998 · 1999 · 2000 · 2001 · 2002 · 2003 · 2004 · 2005 · 2006 · 2007 · 2008 · 2009 · 2010 · 2011 · 2012 · 2013 · 2014 · 2015 · 2016 · 2017 · 2018 · 2019 · 2020 · 2021 · 2022 · 2023 · 2024 · 2025